# 白井直樹
白井 直樹（1966年9月13日 - ）は、日本のレーシングドライバー。東京都出身。

## 成績
- 1988年 - ジュニア　フォーミュラ3　シリーズ年間総合チャンピオン
- 2007年 - 鈴鹿8時間耐久ロードレース　予選落ち